# Fountain (Minnesota)
Fountain – miasto w Stanach Zjednoczonych, w stanie Minnesota, w hrabstwie Fillmore.